# Leipzig (1928)
El Leipzig fue un crucero ligero alemán, líder de una clase de dos a la que también pertenecía el Nürnberg. Fue construido para la Reichsmarine y también sirvió en su sucesora, la Kriegsmarine, después de 1935. Fue el cuarto buque de guerra en portar el nombre de la ciudad de Leipzig

## Historial de servicio
El Leipzig fue construido en el astillero de Wilhelmshaven en 1929. Durante la guerra civil española realizó varias patrullas navales como parte del bloqueo naval internacional.
En octubre de 1939, el Leipzig formó parte de una fuerza de bloqueo enviada a Inglaterra. El Leipzig fue torpedeado por el submarino HMS Salmon ese 13 de diciembre y sufrió daños graves; sólo se hicieron reparaciones provisionales y el Leipzig fue convertido en buque de cadetes. Cuando Alemania invadió la Unión Soviética en la primavera de 1941, el Leipzig participó en la toma de las islas del Báltico, pero posteriormente retornó a su función de entrenamiento. El 15 de octubre de 1944 mientras navegaba en el Báltico, el Leipzig fue embestido por el crucero pesado Prinz Eugen en medio de la niebla; la mayoría de los daños eran irreparables y el Leipzig fue inmovilizado como batería antiaérea flotante. En marzo de 1945 bombardeó a las tropas rusas que avanzaban a Gotenhafen, pero a mediados de mes fue trasladado a Aabenraa.
Al final de la guerra el Leipzig fue apresado por los británicos. El 16 de diciembre de 1946, el Leipzig fue cargado con municiones de gas y hundido como blanco en el Mar del Norte.